# 전계궁
전계궁(全溪宮)은 한성부 북부 안국방(安國坊) 누동궁 안에 있었다. 즉 현재의 서울특별시 종로구 익선동에 있었다. 
전계궁은 불천지위 3위를 모셨다. 불천지위 3위는 전계대원군(철종의 사친), 완양부대부인 최씨, 용성부대부인 염씨 3분을 모신 신궁이다.
처음에는 전계대원군묘(全溪大院君廟), 대원군묘(大院君廟), 전계대원군 사우(全溪大院君 祠宇) 등이라고 하였다가 고종조에 전계대원군궁(全溪大院君宮)과 전계궁(全溪宮)이라고 하였다.
전계대원군은 철종의 친부(親父)로서 이름은 광(㼅)이다. 정조 3년(1779)에 아버지 은언군(恩彦君)이 홍국영(洪國榮)과 모역을 꾀했다는 무고(誣告)로 강화부(江華府) 교동(喬桐)으로 쫓겨나자 함께 가서 빈농으로 불우하게 일생을 마치었다. 1849년 아들 원범(元範)이 철종으로 대통(大統)을 입승(入承)하자 은언군의 서자라서 작위가 없던 생친을 일단 전계군으로 봉한 뒤 다시 존숭(尊崇)하여 전계대원군으로 삼고, 부인 최씨(崔氏)를 완양부대부인(完陽府大夫人), 염씨(廉氏)를 용성부대부인(龍城府大夫人)으로 삼았으며 사자(嗣子)가 없어서 결국 전계대원군과 이씨 부인 소생의 서자 영평군(永平君) 욱(昱)을 봉하여 그 제사를 받들도록 하였다.
철종 7년(1856) 3월에 대원군과 완양부대부인의 묘를 여주로 이장하였는데 발인(發靷)할 때에 임금이 명정문(明政門) 밖에서 망곡례(望哭禮)를 행하였고, 안장(安葬)할 때에도 망곡례를 행하였다. 고종 원년(1864)에 전작(奠酌)을 하였는데 이 때에 축식(祝式)을 의논하는데 영의정 김흥근(金興根)이 「선대왕(先大王)께서 전계대원군에게 비록 조카가 숙부에게 제사하는 칭호를 썼으나 은언군(恩彦君)에게는 속칭(屬稱)이 없었으니 이제 전하께서 전계대원군에게도 또한 속칭이 없어야 할 것 같습니다.」라고 하니 그대로 따랐다. 
현재는 누동궁이 소실되어 현재는 경기도 포천시 선단동 산11 전계대원군 묘 내에 재실과 일자각을 새로 건립하여 각 기신일에 제향을 받들고 있다.

## 같이 보기
- 누동궁
- 전계대원군 묘 및 신도비